# Richard Corbett
Richard Corbett (nascut el 6 de gener del 1955 a Southport, Anglaterra) és un polític i politicòleg britànic que fou diputat al Parlament Europeu pel Partit Laborista entre el 1996 i el 2009.
Corbett ha estat membre del Partit Laborista des del 1973. Ha treballat al sector voluntari i en feines d'oficina. Entre el 1979 i el 1981 fou president de la Joventut Europea Federalista. Des del 1989 fins al 1996 fou assessor del grup socialista al Parlament Europeu. Es doctorà en Ciències Polítiques per la Universitat de Hull el 1995. És un dels coautors del llibre The European Parliament, una obra de referència sobre el Parlament Europeu.
Fou elegit al Parlament Europeu per primera vegada al desembre del 1996 en una elecció parcial a la circumscripció de Merseyside West. A partir de la transició del Regne Unit a un sistema de representació proporcional amb llistes de partit regionals, després de les eleccions europees del 1999, Corbett representà la circumscripció de Yorkshire i el Humber.
Feu de portaveu del grup socialista en afers constitucionals i membre de la Comissió d'Afers Constitucionals, de la qual fou vicepresident entre el 1997 i el 1999.